# Mark Robinson
Mark Robinson – południowoafrykański zapaśnik walczący w obu stylach, judoka, strongman, zawodnik sumo, występował także w zawodach MMA.
Złoty medalista igrzysk afrykańskich w 1995. Zdobył trzy medale na mistrzostwach Afryki w latach 1994 – 1996.